# Nannohelea bourioni
Nannohelea bourioni är en tvåvingeart som först beskrevs av Clastrier 1961.  Nannohelea bourioni ingår i släktet Nannohelea och familjen svidknott. Inga underarter finns listade i Catalogue of Life.